# 粗根茎莎草
粗根茎莎草（学名：Cyperus stoloniferus）为莎草科莎草属的植物。分布在马来亚、越南、印度尼西亚、印度以及中国大陆的福建沿海地方等地，多生长于潮湿盐渍地，目前尚未由人工引种栽培。